# The Last of Us Part II
The Last of Us Part II és un joc d'acció i aventura del 2020 desenvolupat per Naughty Dog i publicat per Sony Interactive Entertainment per a PlayStation 4.

## Argument
La història té lloc cinc anys després de The Last of Us (2013), i els jugadors controlen dos personatges a uns Estats Units postapocalíptics: l'Ellie, de 19 anys, que proposa venjar-se, i l'Abby, una mercenària implicada en un conflicte entre milícies i una secta.

## Mecànica de joc
El joc conté elements de survival horror i es juga des de la perspectiva de tercera persona. Els jugadors poden utilitzar armes de foc, armes improvisades i el sigil per a defensar-se d'enemics i criatures canibals infectades per una mutació del fong Cordyceps.

## Desenvolupament
El desenvolupament de The Last of Us Part II va començar el 2014, poc després del llançament de The Last of Us Remastered. Neil Druckmann va tornar com a director creatiu, co-escrivint la història amb Halley Gross. Ashley Johnson reprèn el seu paper com a Ellie, mentre que Laura Bailey actua com a Abby.

## Llançament
Després d'algunes demores, en part a causa de la pandèmia COVID-19, The Last of Us Part II es va estrenar per a PlayStation 4 el juny de 2020. Ràpidament es va convertir en un dels jocs més venuts de PlayStation 4, amb més de quatre milions d'unitats venudes en el cap de setmana de llançament.

## Crítica
A l'estrenar-se el joc va ser aclamat per la crítica, amb elogis adreçats a les actuacions, personatges, fidelitat visual i mecànica de joc; la narració i la representació d'un personatge transgènere van polaritzar els crítics i la comunitat. El joc va ser objecte d'un bombardeig de ressenyes a Metacritic, i alguns membres del repartiment i l'equip de desenvolupament van rebre amenaces de mort.